# Impôt sur le revenu global
 (décembre 2019).
Si vous disposez d'ouvrages ou d'articles de référence ou si vous connaissez des sites web de qualité traitant du thème abordé ici, merci de compléter l'article en donnant les références utiles à sa vérifiabilité et en les liant à la section « Notes et références ».
Pour les articles homonymes, voir IRG.
L'impôt sur le revenu global (IRG), est un impôt direct algérien qui s'applique aux revenus et profits des personnes physiques.

## Taux d'imposition
Le barème de calcul de l'IRG se présente comme suit :
| Tranches de revenu imposable annuel | Taux (%) |
| N'excédant pas 240 000 DA           | 0 %      |
| de 240 001 DA à 480 000 DA          | 23 %     |
| de 480 001 DA à 960 000 DA          | 27 %     |
| de 960 001 DA à 1 920 000 DA        | 30 %     |
| de 1 920 001 DA à 3 840 000 DA      | 33 %     |
| Supérieur à 3 840 000 DA            | 35 %     |